# Olenjok
Olenjok (rus. Оленёк) je rijeka u sjevernom Sibiru u Rusiji, zapadno od rijeke Lene i istočno od rijeke Anabar. 
Duga je 2,292 km, od čega je plovna na oko 1,000 km. Prosječni protok vode iznosi 1210 m³/s. Glavna pritoka je rijeka Arga-Sala.
Izvire na sjevernom dijelu srednjosibirske visoravni u Krasnojarskom kraju, odakle teče sjeveroistočno kroz grad Olenjok prije ulijevanja u Olenekski zaljev u Laptevsko more blizu delte rijeke Lene.
Olenjok je poznat po obilju ribe. Rijeka je zamrznuta više od 8 mjeseci svake godine, a klima u ovom području je oštra zbog izravnog utjecaja Arktika.
U blizini ušća rijeke nalazi se više otoka. 

## Povijest istraživanja
Godine 1633., Ivan Rebrov došao je do rijeke Olenjok preko delte rijeke Lene i izgradio utvrdu. Kasnije su ga protjerali starosjedioci.
Jedan od prvih ruskih istraživač Artika, Vasilij Prončiščev i njegova supruga Maria Prončiščeva umrli su od skorbuta na području rijeke u rujnu 1736., dok se radili kartu obale Laptevskog mora. Pokopani su na ušću rijeke Olenjok.

## Vanjske poveznice
|  | Zajednički poslužitelj ima još gradiva o temi Olenjok |